# 帕卢-德尔费尔西纳
帕卢-德尔费尔西纳（義大利語：Palù del Fersina），是意大利特伦托自治省的一个市镇。总面积16平方公里，人口179人，人口密度11.2人/平方公里（2009年）。ISTAT代码为022133。